# Un raccourci dans le temps (film)
Pour les articles homonymes, voir Un raccourci dans le temps.
Pour plus de détails, voir Fiche technique et Distribution.
Un raccourci dans le temps (A Wrinkle in Time) est un film d'aventures et de fantasy américain réalisé par Ava DuVernay, sorti en 2018.
Il s'agit d'une adaptation du roman de Madeleine L'Engle, publié en 1963. C'est la deuxième fois que ce roman est adapté à l'écran, après le téléfilm Les Aventuriers des mondes fantastiques de John Kent Harrison en 2003.
Mettant en scène Oprah Winfrey, Reese Witherspoon et Mindy Kaling en un trio d'êtres surnaturels ainsi que la jeune Storm Reid dans le rôle de Meg Murry, il est le premier film en prise de vues réelles de l'histoire du cinéma à être réalisé par une femme noire avec un budget de plus de 100 millions de dollars.
Il a reçu un accueil critique principalement mitigé de la part de la presse mais réalise une bonne performance aux box-office américain. Néanmoins, il connait un échec au box-office international, remboursant de justesse son budget mais ne réalisant aucun bénéfices en raison de son important budget publicitaire, devenant un « flop » pour Walt Disney Pictures.

## Synopsis
Deux enfants, Meg et le benjamin mais non moins précoce Charles Wallace, vivent avec leur mère, une scientifique. Leur père, lui aussi scientifique, a mystérieusement disparu depuis quatre ans.
Un jour, Meg voit débarquer trois puissants êtres surnaturels : Mme Quiproquo, Mme Qui et Mme Quidam. Meg va vite découvrir que la disparition de son père n'est pas étrangère à ses recherches sur un tesseract pouvant agir sur l'espace-temps et permettant ainsi de voyager dans tout l’univers.
Les trois femmes annoncent ensuite à Meg et à Charles Wallace qu'ils doivent sauver leur père. Avec l'aide d'un nommé Calvin O'Keefe, nouvel et seul ami de Meg, ils vont s'aventurer vers des planètes extraterrestres pour affronter les forces du mal et sauver leur père.

## Fiche technique
Sauf indication contraire, les informations mentionnées dans cette section peuvent être confirmées par la base de données cinématographiques IMDb,  présente dans la section « Liens externes ».
- Titre original : A Wrinkle in Time
- Titre français et québécois : Un raccourci dans le temps
- Réalisation : Ava DuVernay
- Scénario : Jennifer Lee et Jeff Stockwell d'après le roman du même titre  de Madeleine L'Engle
- Storyboard : Peter Ramsey
- Direction artistique : Naomi Shohan
- Décors : Kevin Constant, Greg Hooper, Gregory S. Hooper, Jeff Julian, David Lazan et Ken Turner
- Costumes : Paco Delgado
- Photographie : Tobias A. Schliessler
- Montage : Spencer Averick (en)
- Musique : Ramin Djawadi
- Production : Catherine Hand et Jim Whitaker
- Société de production : Walt Disney Pictures et Whitaker Entertainment
- Société de distribution : Walt Disney Studios Motion Pictures
- Budget : 103 millions de dollars[1]
- Pays d'origine :  États-Unis
- Langue originale : anglais
- Format : couleur - son Dolby Atmos - RealD 3D / IMAX 3D
- Genre : Aventure-fantasy
- Durée : 109 minutes
- Dates de sortie : 
  -  États-Unis /  Canada /  Québec : 9 mars 2018
  -  France : 14 mars 2018

## Distribution
- Oprah Winfrey (VF : Maïk Darah ; VQ : Marie-Andrée Corneille) : Mme Quidam
- Reese Witherspoon (VF : Natacha Muller ; VQ : Catherine Proulx-Lemay) : Mme Quiproquo
- Mindy Kaling (VF : Edwige Lemoine ; VQ : Annie Girard) : Mme Qui
- Storm Reid (VF : Adeline Chetail ; VQ : Kaly Roy) : Margaret « Meg » Murry
- Levi Miller (VF : Hugo Brunswick ; VQ : Nicolas Poulin) : Calvin O’Keefe
- Deric McCabe (de) (VF : Aloïs Agaësse-Mahieu ; VQ : Léo Meunier) : Charles Wallace Murry
- Chris Pine (VF : Olivier Augrond ; VQ : Martin Watier) : Dr Alex Murry
- Gugu Mbatha-Raw (VF : Caroline Mozzone ; VQ : Manon Leblanc) : Dr Kate Murry
- Zach Galifianakis (VF : Daniel Lafourcade ; VQ : Louis-Philippe Dandenault) : le Médium Heureux
- Michael Peña (VF : Emmanuel Garijo ; VQ : Guillaume Cyr) : Red
- André Holland (VF : Jean-Baptiste Anoumon ; VQ : Jean-François Beaupré) : le proviseur James Jenkins
- Rowan Blanchard (VF : Clara Soares ; VQ : Fanny-Maude Roy) : Veronica Kiley
- David Oyelowo (VF : Frantz Confiac) : le Ça (voix)
- Bellamy Young (VF : Claire Guyot) : une femme sur la planète Camazotz
- Conrad Roberts (en) : l'Homme Élégant
- Daniel MacPherson (en) (VF : Serge Faliu) : Paddy O'Keefe
- Yvette Cason (en) : une professeure
- Will McCormack : un professeur

 Source et légende : version française (VF) sur RS Doublage
 Source et légende : version québécoise (VQ) sur Doublage.qc.ca

## Production

### Genèse et développement

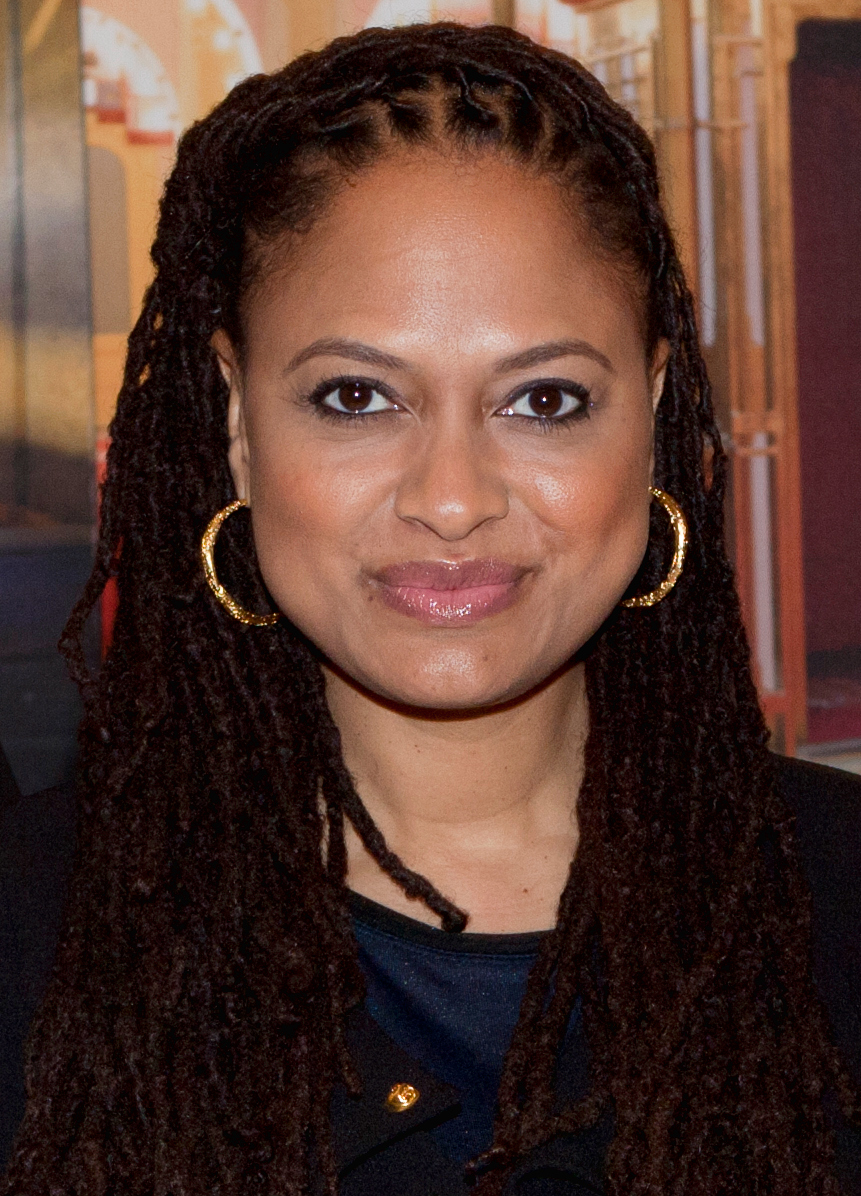
Ava DuVernay, la réalisatrice du film, en 2015.

En mars 2010, Walt Disney Pictures annonce le développement d'une nouvelle adaptation du roman Un raccourci dans le temps de Madeleine L'Engle dont la société disposait des droits depuis la réalisation d'un téléfilm en 2003. Jeff Stockwell est engagé pour écrire le scénario et Cary Granat pour produire le film avec un budget de 35 millions de dollars.
Mais le projet est repoussé et finalement, en 2013, l'équipe est modifié avec Jennifer Lee qui reprend le scénario tandis qu'en 2016, la réalisatrice Ava DuVernay rejoint le projet. Le budget du film est également augmenté pour atteindre les 100 millions de dollars, faisant de Ava DuVernay la première femme noire à réaliser un film avec un tel budget.

### Distribution des rôles
En juillet 2016, Oprah Winfrey rejoint la distribution du film pour interpréter Mme Which, l'un des trois puissants êtres surnaturels. Elle est rejointe en septembre par Reese Witherspoon et Mindy Kaling qui interpréteront les deux autres personnages. Quelques jours après, Storm Reid décroche le rôle de la jeune et intrépide Meg Murry.
En Décembre 2016, Gugu Mbatha-Raw et Chris Pine sont annoncés à la distribution pour interpréter les parents de Meg puis en novembre, le reste de la distribution est dévoilé, avec Zach Galifianakis, André Holland, Levi Miller, Deric McCabe (de), Bellamy Young, Rowan Blanchard, Will McCormack et Michael Peña.

### Tournage
Le tournage du film a débuté le 2 novembre 2016 à Los Angeles en Californie puis il s'est poursuivi à Eureka dans le comté de Humboldt, toujours en Californie, à partir du 29 novembre 2016. Le tournage du film aux États-Unis s'est terminé le 9 décembre 2016.
Le tournage s'est ensuite poursuivi à partir du 15 février 2017 en Nouvelle-Zélande, pour une durée de deux semaines. Le tournage s'est déroulé dans les Alpes du Sud et à la Hunter Valley Station où l'équipe a été reçue par la population autochtone locale.
Le 2 août 2016, le film fait partie des vingt-huit récipiendaires possibles d'un crédit d'impôts de 109 millions de dollars prévu par l'État de Californie et pourrait recevoir 18 millions de dollars,.

### Musique
En septembre 2016, il est annoncé que le compositeur Ramin Djawadi, connu pour son travail sur plusieurs projets célèbres dont la série Game of Thrones, composera la musique du film à la place de Jonny Greenwood.
En plus des compositions de Ramin Djawadi, la bande-originale du film sera composée de chansons originales de Sia, Kehlani, Freestyle Fellowship, Demi Lovato, DJ Khaled ainsi que Sade, qui marque d'ailleurs son retour pour le film après huit ans d'absence, à la suite d'une demande d'Ava DuVernay.

## Accueil

### Critique
Aux États-Unis, le film divise la critique. Sur le site agrégateur de critiques Rotten Tomatoes, il obtient un score de 41 % de critiques positives, avec une note moyenne de 5,2/10 sur la base de 96 critiques positives et 148 négatives.
Le consensus critique établi par le site résume que le film est visuellement beau et qu'il a du cœur mais qu'il est trop ambitieux avec un résultat inférieur et des scènes classiques. Sur Metacritic, il obtient un score mitigé de 53/100 sur la base de 50 critiques collectées.
En France, il reçoit des critiques généralement négatives. D'après le site Allociné, réunissant les critiques des principaux professionnels, sur 14 titres de presses, seulement un magazine lui attribue une critique positive.

### Box-office
| Pays ou région    | Box-office      | Date d'arrêt du box-office | Nombre de semaines |
| ----------------- | --------------- | -------------------------- | ------------------ |
| France            | 277 112 entrées | 10 avril 2018              | 4                  |
| États-Unis Canada | 100 478 608 $   | 5 juillet 2018             | 17                 |
| Mondial           | 132 675 864 $   | 5 juillet 2018             | 17                 |

Le film a récolté 100,4 millions de dollars aux États-Unis et au Canada et 32,1 millions de dollars dans le reste du monde dont 1,8 million en France pour un total de 132,6 millions dans le monde.
En France, le film est un échec au box-office, retiré de l'affiche par les cinémas après seulement quatre semaines.
En Belgique, Walt Disney Pictures ne prendra même pas la peine de tenter une sortie en salles.[réf. nécessaire]
Aux États-Unis et au Canada, le film fonctionne très bien, néanmoins, il est un échec dans le reste du monde, récoltant uniquement 32,1 millions de dollars à l'international. Le 9 mai 2018, Walt Disney Pictures reporte une perte de 100 millions d'USD pour le film Un raccourci dans le temps à la suite des mauvaises audiences en salles tant aux États-Unis qu'à l'international,.
Le film réussit à rembourser son budget mais rapporte très peu car avec un budget estimé à 100 millions de dollars, le film a nécessité de 30 millions de dollars supplémentaires pour sa promotion, faisant de lui un « flop » au box-office.